# Allopauropus mucronatus
Allopauropus mucronatus är en mångfotingart som beskrevs av Paul Auguste Remy 1958. Allopauropus mucronatus ingår i släktet småfåfotingar, och familjen fåfotingar. Inga underarter finns listade i Catalogue of Life.